# Tetradekaeder
Ein Tetradekaeder ist ein konvexes Polyeder, das sich aus vierzehn Flächen zusammensetzt.

## Bildergalerie

Kuboktaeder.
Oktaederstumpf.
Hexaederstumpf.
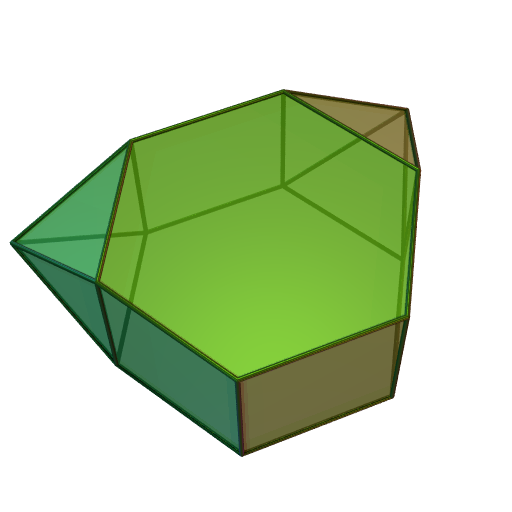
Zweifaches schräges sechseckiges Prisma.
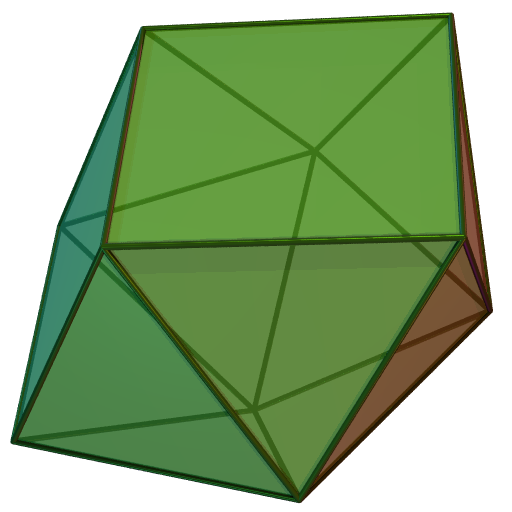
Sphenocorona.
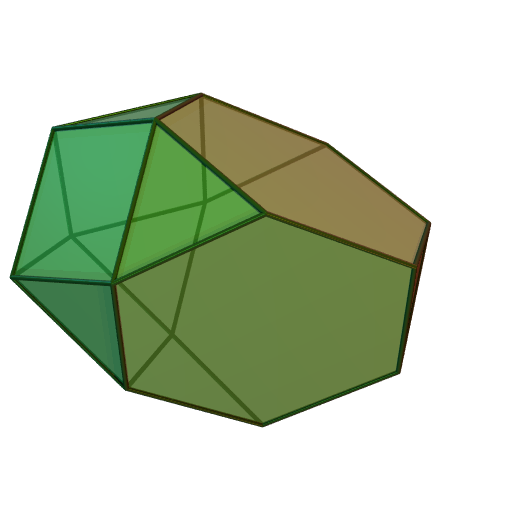
Erhöhtes abgeschnittenes Tetraeder.
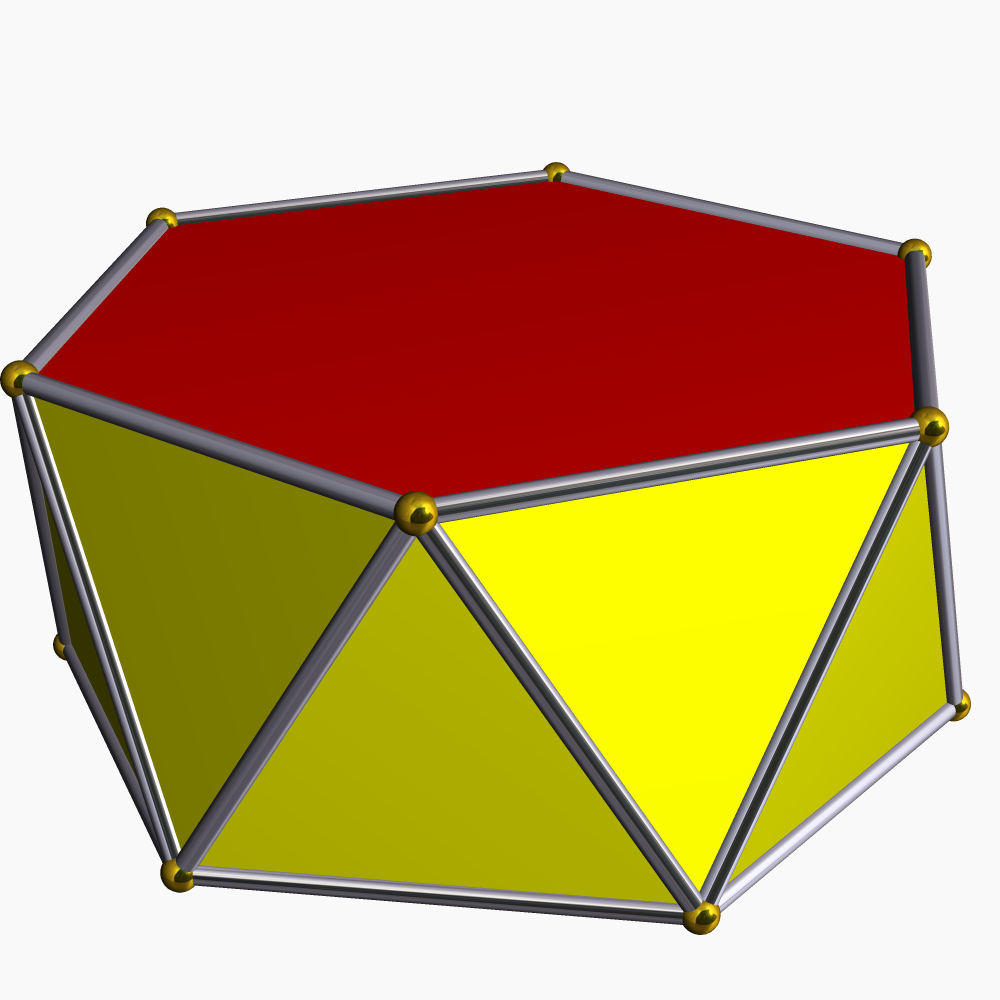
Sechseckiges Antiprisma.
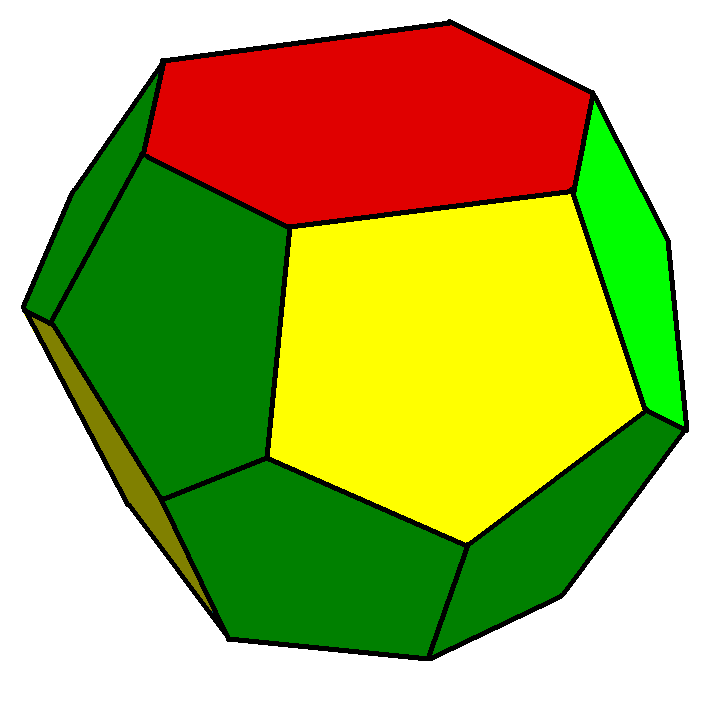
Abgeschnittenes hexagonales Trapezoeder.